# Силикат алюминия-калия
Силикат алюминия-калия — неорганическое соединение,
комплексный силикат калия и алюминия с формулой KAlSiO4,
бесцветные кристаллы,
не растворяется в воде.

## Получение
- В природе встречаются минералы:
  - кальсилит — KAlSiO4 с примесями Fe, Mg, Ca, Na[1].
  - калиофилит — KAlSiO4 с примесями Fe, Ca, Na[2].

## Физические свойства
Силикат алюминия-калия образует бесцветные кристаллы двух модификаций:
- кальсилит — гексагональная сингония, пространственная группа P 6322, параметры ячейки a = 0,51589 нм, c = 0,86682 нм, Z = 2.
- калиофилит — гексагональная сингония, пространственная группа P 6/mmm, параметры ячейки a = 2,693 нм, c = 0,852 нм, Z = 54.

Не растворяется в воде.